# Obwód Sliwen
Obwód Sliwen (bułg. Област Сливен) – jedna z 28 jednostek administracyjnych Bułgarii, położona w środkowej części kraju.

## Skład etniczny
W obwodzie żyje 218 474	ludzi, z tego 163 188 Bułgarów (74,69%), 22 971 Turków (10,51%), 26 777 Romów (12,25%), oraz 5 538 osób innej narodowości (2,53%). (http://www.nsi.bg/Census_e/Census_e.htm)